# Brain (músico)
Brain, nome artístico de Brian Kei Mantia, também conhecido como Bryan Mantia (Cupertino,4 de fevereiro de 1964) é um baterista estadunidense, mais conhecido por integrar as bandas Guns N' Roses, Primus, Praxis e Godflesh, e por trabalhar com artistas como Serj Tankian, Tom Waits, Bill Laswell, Bootsy Collins e Buckethead.

## Biografia
Nascido em 4 de fevereiro de 1964, Bryan demonstrou desde muito cedo um interesse pelo estilo "groove-pesado" de artistas como James Brown, Led Zeppelin e Jimi Hendrix. Mas só aos 16 anos Mantia começou a tocar bateria. Pouco depois disso, Mantia adquiriu a alcunha de "Brain" (Cérebro) enquanto tocava numa banda de liceu, devido a sua obsessão pelo complicado livro de Anthony Cirone, "Retratos Ritmados".
Mantia continuou a aperfeiçoar as suas habilidades de baterista, estudando em escolas de música como o Instituto de Percussão e Tecnologia em Hollywood.
Em meados dos anos 80, Mantia se juntou para a banda de funk-rock Limbomaniacs, que acabou ainda na mesma década.
Desde então, Bryan tocou com uma variada gama de artistas, incluindo MIRV (Cosmodrome, Feeding Time on Monkey Island), MCM and the Monster (Collective Emotional Problems), e Tom Waits (Bone Machine), antes de formar com Bill Laswell, Buckethead e Bernie Worrell a banda Praxis, que lançou alguns discos durante os anos 90 (tais como Transmutation (mutatis mutandis), Transmutation Live, e Warszawa, entre inúmeros outros). Mantia continuou a trabalhar com Buckethead mesmo fora do Praxis - a tocar em álbuns como Giant Robot e Monsters and Robots.
Durante os anos 90 Mantia tocou em diversos discos de bandas como Godflesh (Songs of Love and Hate, Love and Hate in Dub), Primus (bada da qual Mantia foi membro brevemente, em 1989, mas saiu devido a um pé quebrado). Sua segunda passagem pelo Primus provou ser mais produtiva, pois Bryan excursionou extensivamente com o trio e tocou em álbuns como Brown Album, Rinoplastia, e Antipop. Mantia também se envolveu em um projeto secundário com Larry Lalonde chamado No Forcefield, lançando dois álbuns. Esse grande currículo musical estava prestes a ficar ainda maior, com Axl Rose sendo convidado para se juntar à nova formação do Guns N 'Roses em 2000 (por insistência do Buckethead, que assumia o posto de guitarrista na banda). Mantia tocou com o Guns N' Roses nos anos de 2001 e 2002, continuando a tocar em algumas faixas para o aguardado disco de estúdio,' Chinese Democracy '.
Brain's Lessons: Shredding Repis On the Gnar Gnar Rad é um vídeo-aula publicado por Alfred Publishing. No vídeo, Brain demonstra algumas das técnicas que ele pensa que são importantes, incluindo a Go Go, Funk Patterns, o ostinato e da Up Down Technique. O vídeo é parecido com um filme doméstico e inclui muitos momentos humorísticos, incluindo sentar na mesa de jantar com seus parentes enquanto toca uma bateria de brinquedo. Embora bobo às vezes, o vídeo é extremamente informativo para bateristas que procuram aprender sobre o estilo de Brain e suas tecnicas.
Mantia aparece em várias músicas no disco de Braian Traseau de 2003 "Emotional Technology" assim como na trilha sonora do filme "Monster", lançado no mesmo ano.
No início do Verão de 2006, após 4 shows de aquecimento em New York City, Mantia excursionou pela Europa com Guns N 'Roses. Em 21 de junho de 2006, foi anunciado que ele estava dando um tempo com as turnês do Guns N' Roses para passar mais tempo com sua esposa, que deu à luz uma menina em 4 de julho de 2006. Desde que passou a ser pai, o baterista Frank Ferrer o substituiu na maioria dos shows da banda. No Outono de 2006, Ferrer foi promovido a um membro oficial da banda, que alimentaram especulações de que Mantia se demitiu ou foi demitido do Guns N 'Roses. Desde novembro de 2008, Mantia não esta mais listado na página do MySpace oficial da banda.
Foi Buckethead que o indicou para ser baterista do Guns N' Roses.